# Wydział Automatyki, Elektroniki i Informatyki Politechniki Śląskiej
Wydział Automatyki, Elektroniki i Informatyki Politechniki Śląskiej zatrudnia 61 profesorów i doktorów habilitowanych, oraz ponad 200 adiunktów, asystentów i wykładowców. Wydział współpracuje z firmami związanymi z różnymi branżami przemysłu. Dowodem współpracy są liczne wdrożenia przemysłowe pracowników wydziału, udział pracodawców w procesie kształcenia poprzez przyjmowanie studentów na praktyki, wspólne prowadzenie prac dyplomowych, współorganizowanie kursów i szkoleń kończących się uzyskaniem certyfikatu kompetencji.
Wydział prowadzi badania i prace naukowo-badawcze w zakresie szeroko rozumianej automatyki, robotyki, analizy systemowej, przetwarzania sygnałów, analizy, syntezy i projektowania układów, systemów elektronicznych i telekomunikacyjnych, technologii mikroelektronicznych, cyfrowego przetwarzania sygnałów, informatyki teoretycznej i stosowanej, oprogramowania, baz danych, projektowania i konstrukcji sprzętu informatycznego, podstaw i metod tworzenia sieciowych środowisk komputerowych.
Wydział posiada poważne osiągnięcia zarówno w pracach naukowych o charakterze poznawczym i aplikacyjnym, jak i w zakresie prac badawczych i wdrożeniowych. Należą do nich:
- opracowanie nowych algorytmów sterowania, w tym adaptacyjnego, predykcyjnego i o zmiennej strukturze, istotny wkład i modyfikacja istniejących metod projektowania regulatorów,
- uruchomienie Laboratorium Procesów Sygnałowych, uruchomienie Laboratorium Projektowania Specjalizowanych Układów Scalonych, opracowanie systemu Fuzzy-Flou wykorzystywanego w procesie podejmowania decyzji, opracowanie i wdrożenie układu sterowania w procesie trawienia blach w hucie Columbus w Południowej Afryce.
- opracowanie modułów programowych zapewniających bezpieczeństwo informacji w systemach komputerowych, modułów dla informatycznych systemów obsługi szpitali, systemów komunikacji głosowej z komputerem dla niewidomego użytkownika, systemu wizualizacji algorytmów, informatyzacja urzędów miejskich.

## Historia
Po II wojnie światowej odbudowa i rozwój przemysłu spowodowały wzrost zapotrzebowania na inżynierów-automatyków i elektroników. W związku z tym już w roku 1961 na Wydziale Elektrycznym Politechniki Śląskiej powołano Oddział Automatyki, który mógłby kształcić większą liczbę studentów w tym obszarze. Na kierownika Oddziału powołany został profesor Tadeusz Zagajewski. W roku 1964 Edmund Romer, Jerzy Siwiński, Zdzisław Trybalski, Stefan Węgrzyn i Tadeusz Zagajewski utworzyli Zespół Automatyki, którego zadaniem było przygotowanie założeń funkcjonowania w ramach uczelni samodzielnego Wydziału Automatyki. Wydział ten utworzony został 15 lutego 1964 roku zarządzeniem Ministra Szkolnictwa Wyższego. Z Wydziału Elektrycznego przeszło 30 nauczycieli akademickich. Dziekanem nowego wydziału wybrany został profesor Tadeusz Zagajewski.
Początkowo zajęcia odbywały się w budynku Wydziału Elektrycznego przy ul. Wincentego Pstrowskiego (przemianowanej na ul. Akademicką 10) oraz przy ul. Marcina Strzody, gdzie mieścił się wówczas również dziekanat. W roku 1967 rozpoczęto budowę nowego gmachu Wydziału Automatyki, która trwała do roku 1973. W roku 1971 ze względu na trwający rozwój jednostki, nazwę wydziału zmieniono na Wydział Automatyki i Informatyki. Swoją ostateczną nazwę (Wydział Automatyki, Elektroniki i Informatyki) Wydział otrzymał w roku 1984.

## Władze Wydziału
W historii wydziału funkcję dziekana pełnili następujący nauczyciele akademiccy:
- prof. dr inż. Tadeusz Zagajewski (1964–1968)
- prof. dr inż. Henryk Kowalowski (1968–1973)
- doc. dr inż. Jerzy Kopka (1973–1981 oraz 1987–1990)
- prof. dr inż. Stanisław Malzacher (1981–1984)
- prof. dr hab. inż. Ryszard Gessing (1984–1987)
- prof. dr hab. inż. Jan Chojcan (1990–1996)
- prof. dr hab. inż. Stanisław Kozielski (1996–2002)
- prof. dr hab. inż. Jerzy Rutkowski (2002–2008)
- prof. dr hab. inż. Zdzisław Duda (2008–2012)
- prof. dr hab. inż. Adam Czornik (2012–2019)
- prof. dr hab. inż. Joanna Polańska (2019–2020)

Od 2020 w skład Kolegium Dziekańskiego wchodzą:
- Dziekan – prof. dr hab. inż. Dariusz Kania,
- Prodziekan ds. Współpracy i Rozwoju – dr hab. inż. Dariusz Mrozek, prof. PŚ,
- Prodziekan ds. Kształcenia – dr inż. Katarzyna Mościńska,
- Prodziekan ds. Infrastruktury i Organizacji – dr hab. inż. Dariusz Bismor, prof. PŚ.

## Struktura Wydziału
- Katedra Inżynierii i Biologii Systemów
- Katedra Pomiarów i Systemów Sterowania
- Katedra Automatyki i Robotyki
- Katedra Inżynierii i Analizy Eksploracyjnej Danych
- Katedra Algorytmiki i Oprogramowania
- Katedra Grafiki, Wizji Komputerowej i Systemów Cyfrowych
- Katedra Informatyki Stosowanej
- Katedra Systemów Rozproszonych i Urządzeń Informatyki
- Katedra Sieci i Systemów Komputerowych
- Katedra Cybernetyki, Nanotechnologii i Przetwarzania Danych
- Katedra Elektroniki, Elektrotechniki i Mikroelektroniki
- Katedra Systemów Cyfrowych
- Katedra Telekomunikacji i Teleinformatyki

## Kierunki studiów
- Automatyka i Robotyka
- Biotechnologia
- Elektronika i Telekomunikacja
- Informatyka – studia w języku polskim i angielskim (Informatics)
- Makrokierunek – studia w języku angielskim (Control, Electronic, and Information Engineering)
- Teleinformatyka[4]